# 4053 Черкасов
4053 Черкасов (4053 Cherkasov) — астероїд головного поясу, відкритий 2 жовтня 1981 року.
Тіссеранів параметр щодо Юпітера — 3,558.